# پدرو الکانیس
پدرو الکانیس (انگلیسی: Pedro Alcañiz؛ زادهٔ ۱ اوت ۱۹۶۵) بازیکن فوتبال اهل اسپانیا است.
وی همچنین در تیم ملی فوتبال زیر ۲۱ سال اسپانیا بازی کرده‌است.